# Гаммуди, Мохаммед
Мохаммед Гаммуди (род. 11 февраля 1938 года) — тунисский бегун на длинные дистанции, олимпийский чемпион 1968 года на дистанции 5000 метров, участник трёх Олимпийских игр.
Родился в центральном Тунисе, в небольшом городке Сиди-Айш, что в 29 км севернее Гафсы. Был одним из «пионеров» африканских бегунов на международной арене. До сих пор является сильнейшим стайером своей страны. В начале своей карьеры специализировался в беге по пересечённой местности. Впервые на международном уровне громко заявил о себе в 1963 году на Средиземноморских играх в Неаполе, на которых он выиграл 2 стайерские дистанции — 5000 и 10 000 метров. Несмотря на эту победу он оставался практически неизвестным. На Олимпийских играх 1964 года выступал в роли «тёмной лошадки». Однако он сотворил настоящую сенсацию, когда стал серебряным призёром на дистанции 10 000 метров. В упорной борьбе проиграл лишь американцу Билли Миллсу, но оставил позади себя знаменитого австралийца Рона Кларка.
На Олимпийских играх в Мехико принял участие на дистанции 5000 метров, на которой стал олимпийским чемпионом. Это было первое олимпийское золото для Туниса. На втором и третьем месте он оставил двух кенийских стайеров Кипчоге Кейно и Нафтали Тему соответственно. На этой же Олимпиаде он выиграл бронзовую медаль в беге на 10 000 метров. В 1971 году занял второе место на Средиземноморских играх в беге на 5000 метров. Принял участие на своей третье Олимпиаде в Мюнхене. На ней он выиграл серебряную медаль, уступив лишь знаменитому финскому стайеру Лассе Вирену.
Является восьмикратным чемпионом Туниса по кроссу. Четырёхкратный чемпион своей страны в беге на 1500 и 5000 метров, двукратный чемпион в беге на 10 000 метров. Пятикратный чемпион Африки на классических стайерских дистанциях.